# تشكيل بالنفخ
تشكيل بالنفخ (بالإنجليزية: Blow molding)هي طريقة صناعية لإنتاج أوعية من البلاستيك وهي إحدى طرق الصب بالحقن.

## طريقة التشكيل بالنفخ

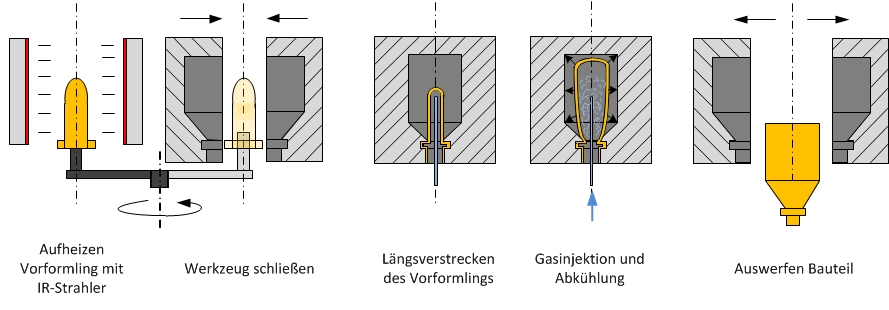
خطوات طريقة التشكيل بالنفخ.

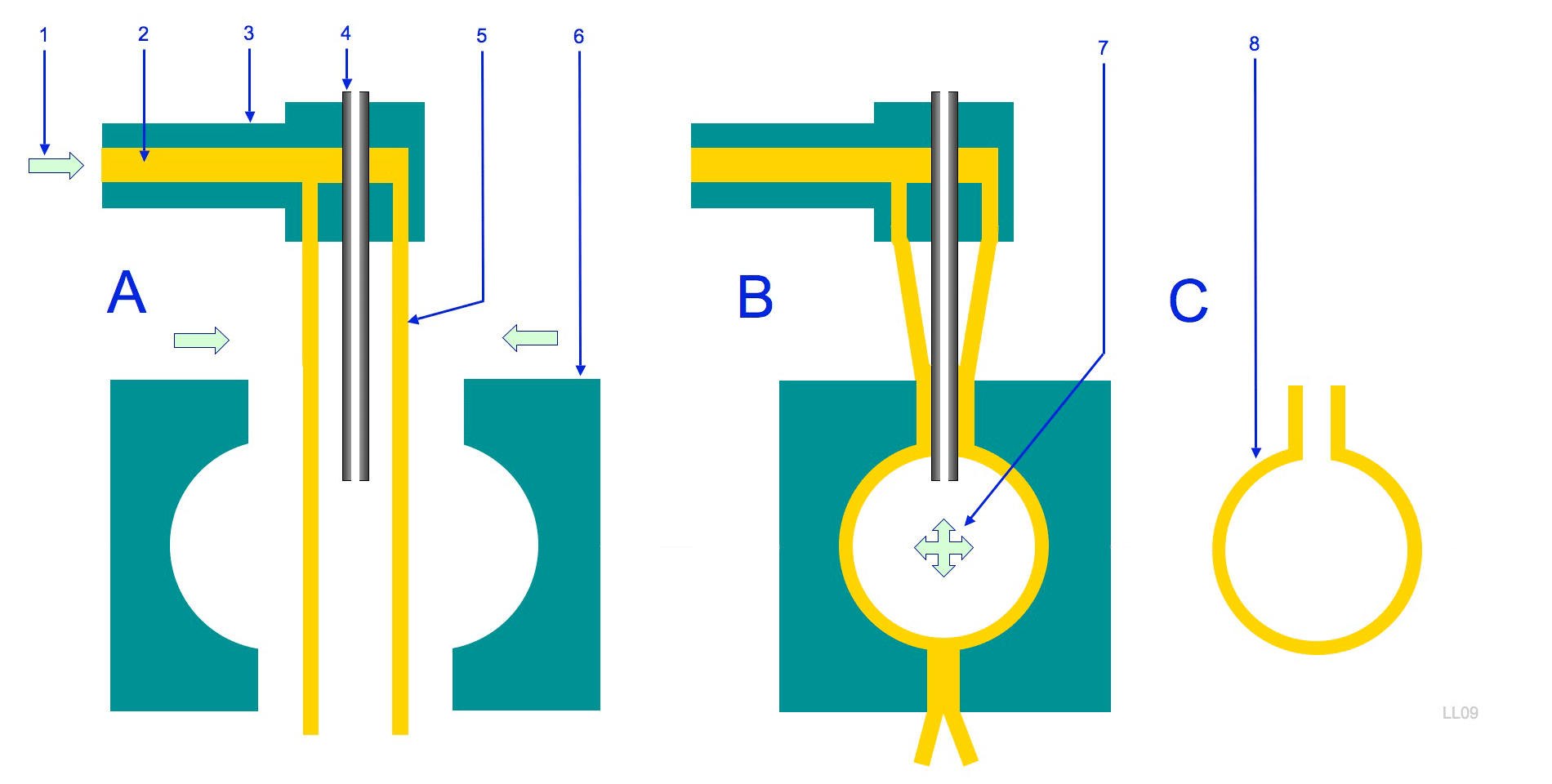
التشكيل بالنفخ

يستخدم قالب للتشكيل بالنفخ ، وتتم صناعة الشكل البسيط في خطوة أولى بواسطة عملية صب بالحقن معتادة حيث يتم تشكيل البلاستيك في هيئة أسطوانية أولية. وتسلط أشعة تحت الحمراء على أسطوانة البلاستيك الأولية لتسخينها إلى الدرجة المطلوبة . وبعد ذلك تنتقل الأسطوانة البلاستيكية ألاولية إلى قالب الصب المشكل من نصفين يحتضنان الأسطوانة البلاسكية الأولية . ثم يُدخل أنبوب في الأسطوانة البلاستيكية الأولية للعمل على استقامتها داخل القالب . ثم يمرر غاز ذو ضغط معين داخل أسطوانة البلاستيك الأولية فتنتفخ متخذة شكل القالب .
لاعتبارات حماية البيئة واعتبارات اقتصادية يستخدم الهواء المضغوط في تشكيل وعاء البلاستيك .
بعد أداء عملية النفخ بالهواء المضغوط واتخاذ الوعاء شكل المطلوب يبرد الناتج حتى يحتفظ على شكله ، ويخرج من عملية التشكيل.
في البدء يُسخن الشكل الابتدائي الذي يكون في هيئة أسطوانة من البلاستيك ، ثم ينفخ في قالب ، بحيث ينتفخ ويتخذ شكل القالب . ويمكن إتمام عملية التشكيل بطريقتين : تشكيل بالنفخ البثقي أو تشكيل بالنفخ الطولي.

## اقرأ أيضا
- صناعة الزجاج
- تشكيل بالنفخ البثقي